# Anacamptodon cubensis
Anacamptodon cubensis är en bladmossart som beskrevs av Mitten 1869. Anacamptodon cubensis ingår i släktet Anacamptodon och familjen Fabroniaceae. Inga underarter finns listade i Catalogue of Life.